# Птанский район
Птанский район — административно-территориальная единица в составе Тульской губернии РСФСР, существовавшая в 1924—1927 годах. Административный центр — село Любимово.
Был образован 13 мая 1924 года в составе Богородицкого уезда Тульской губернии под названием Непрядвенский район. Вскоре был переименован в Дворико-Птанский район.
В 1926 году все уезды Тульской губернии были упразднены и Дворико-Птанский район перешёл в прямое подчинение Тульской губернии. В это время уезд включал 25 сельсоветов, 91 селение, 7067 дворов и 38 235 жителей.
29 ноября 1926 года Дворико-Птанский район был переименован в Птанский район.
11 июля 1927 года Птанский район был упразднён.